# Daketa
Der Daketa ist ein linker Nebenfluss des Shabelle in der äthiopischen Region Somali.

## Verlauf
Der Fluss hat seine Quellen zwischen Jijiga und Harar, nahe den Quellen des Erer und des Fafen. Er fließt in südliche Richtung und durchquert dabei das Babile Elephant Sanctuary. Der Daketa mündet in den Shabelle.

## Hydrometrie
Der Daketa ist ein unregelmäßig fließendes Gewässer. Neben Zeiten, in denen er komplett trocken ist, hat er zwei Zeiten, in denen er Wasser führt. Im Vergleich zum Shabelle hat er zwar kürzere, aber im Verhältnis zum Einzugsgebiet heftigere Flutwellen.
Die Durchflussmenge des Daketa wurde über 3 Jahre (1969–72) in Hamero-Hedad, etwa 15 km oberhalb der Mündung, in m³/s gemessen.